# Libež
Libež (en allemand : Libesch) est une commune du district de Benešov, dans la région de Bohême-Centrale, en Tchéquie. Sa population s'élevait à 208 habitants en 2020.

## Géographie
Libež est arrosée par la Blanice, un affluent de l'Otava, et se trouve à 6 km au nord-nord-est de Vlašim, à 17 km à l'est-sud-est de Benešov et à 50 km au sud-est de Prague.
La commune est limitée par Divišov et Všechlapy au nord, par Psáře et Tehov à l'est, par Ctiboř au sud, et par Radošovice et Slověnice à l'ouest.

## Histoire
La première mention écrite de la localité date de 1450.